# Matej Oravec
Matej Oravec (Trnava, 30 marzo 1998) è un calciatore slovacco, difensore del Podbrezová.

## Caratteristiche tecniche
È un difensore centrale.

## Carriera

### Club
Cresciuto nelle giovanili dello Spartak Trnava, ha esordito il 17 luglio 2016 in occasione del match pareggiato 1-1 contro il Podbrezová.

### Nazionale
Ha giocato nelle nazionali giovanili slovacche Under-18, Under-19, Under-20 ed Under-21.

## Palmarès

### Club

#### Competizioni nazionali
- Campionato slovacco: 1

Spartak Trnava: 2017-2018